# Élections législatives de 2022 dans le Calvados
Les élections législatives françaises de 2022 se déroulent les 12 et 19 juin 2022. Dans le Calvados, six députés sont à élire dans le cadre de six circonscriptions.

## Contexte

### Élections législatives de 2017
Les élections législatives de 2017 voient La République en marche remporter quatre des six sièges à pourvoir dans le département avec un score de 49.60 % des voix au second tour, Les Républicains avec 25.17 % des voix, conservent leur unique siège, tandis que le Parti socialiste avec 7.53 % des voix perd deux de ses trois sièges restant.

### Élection présidentielle de 2022
| Circonscription | 1er tour | 1er tour | 1er tour  |         | 2d tour | 2d tour |
| Circonscription | Macron   | Le Pen   | Mélenchon | Macron  | Le Pen  |         |
| --------------- | -------- | -------- | --------- | ------- | ------- | ------- |
| Circonscription |          |          |           |         |         |         |
| 1re             | 33,25 %  | 14,85 %  | 24,98 %   | 72,71 % | 27,29 % |         |
| 2e              | 29,10 %  | 19,85 %  | 27,22 %   | 65,72 % | 34,28 % |         |
| 3e              | 27,50 %  | 30,87 %  | 16,81 %   | 49,98 % | 50,02 % |         |
| 4e              | 32,64 %  | 24,29 %  | 15,39 %   | 59,01 % | 40,99 % |         |
| 5e              | 32,8 %   | 23,95 %  | 16,45 %   | 60,62 % | 39,38 % |         |
| 6e              | 30,78%   | 26,78 %  | 17,65 %   | 56,92 % | 43,08 % |         |

## Système électoral
Les élections législatives ont lieu au scrutin uninominal majoritaire à deux tours dans des circonscriptions uninominales.
Est élu au premier tour le candidat qui réunit la majorité absolue des suffrages exprimés et un nombre de voix au moins égal au quart (25 %) des électeurs inscrits dans la circonscription. Si aucun des candidats ne satisfait ces conditions, un second tour est organisé entre les candidats ayant réuni un nombre de voix au moins égal à un huitième des inscrits (12,5 %) ; les deux candidats arrivés en tête du premier tour se maintiennent néanmoins par défaut si un seul ou aucun d'entre eux n'a atteint ce seuil. Au second tour, le candidat arrivé en tête est déclaré élu.
Le seuil de qualification basé sur un pourcentage du total des inscrits et non des suffrages exprimés rend plus difficile l'accès au second tour lorsque l'abstention est élevée. Le système permet en revanche l'accès au second tour de plus de deux candidats si plusieurs d'entre eux franchissent le seuil de 12,5 % des inscrits. Les candidats en lice au second tour peuvent ainsi être trois, un cas de figure appelé « triangulaire ». Les second tours où s'affrontent quatre candidats, appelés « quadrangulaire » sont également possibles, mais beaucoup plus rares.

### Partis et nuances
Les résultats des élections sont publiés en France par le ministère de l'Intérieur, qui classe les partis en leur attribuant des nuances politiques. Ces dernières sont décidées par les préfets, qui les attribuent indifféremment de l'étiquette politique déclarée par les candidats, qui peut être celle d'un parti ou une candidature sans étiquette.
En 2022, seules les coalitions Ensemble (ENS) et Nouvelle Union populaire écologique et sociale (NUP), ainsi que le Parti radical de gauche (RDG), l'Union des démocrates et indépendants (UDI), Les Républicains (LR), le Rassemblement national (RN) et Reconquête (REC) se voient attribuer  une nuance propre,,.
Tous les autres partis se voient attribuer l'une ou l'autre des nuances suivantes : DXG (divers extrême gauche), DVG (divers gauche), ECO (écologiste), REG (régionaliste), DVC (divers centre), DVD (divers droite), DSV (droite souverainiste) et DXD (divers extrême droite). Des partis comme Debout la France ou Lutte ouvrière ne disposent ainsi pas de nuance propre, et leurs résultats nationaux ne sont pas publiés séparément par le ministère, car mélangés avec d'autres partis (respectivement dans les nuances DSV et DXG),.

## Sondages

### 6ecirconscription du Calvados

#### Premier tour
| Sondeur | Date          | Échantillon | LO      | LFI (NUPES) | PRG   | DVG   | LREM (Ensemble) | LC (UDC) | DLF (UPF) | RN   | REC    | PA      | DIV    |
| Sondeur | Date          | Échantillon | Georget | Gauchard    | Mbelo | Saad  | Borne           | Lahalle  | Guettier  | Roy  | Dupont | Battail | Ormain |
| ------- | ------------- | ----------- | ------- | ----------- | ----- | ----- | --------------- | -------- | --------- | ---- | ------ | ------- | ------ |
| Sondeur | Date          | Échantillon |         |             |       |       |                 |          |           |      |        |         |        |
| Ifop    | 31 mai-4 juin | 602         | 0,5 %   | 26 %        | 3 %   | 2,5 % | 39 %            | 6 %      | 1,5 %     | 15 % | 3,5 %  | 2 %     | 1 %    |

#### Second tour
| Sondeur | Date          | Échantillon | LFI (NUPES) | LREM (Ensemble) | RN   |
| Sondeur | Date          | Échantillon | Gauchard    | Borne           | Roy  |
| ------- | ------------- | ----------- | ----------- | --------------- | ---- |
| Sondeur | Date          | Échantillon |             |                 |      |
| Ifop    | 31 mai-4 juin | 602         | 42 %        | 58 %            | –    |
| Ifop    | 31 mai-4 juin | 602         | –           | 65 %            | 35 % |

## Résultats

### Élus
| Circonscription                                 | Député sortant       | Parti | Parti | Groupe | Député élu ou réélu    | Parti | Parti      | Groupe |
| ----------------------------------------------- | -------------------- | ----- | ----- | ------ | ---------------------- | ----- | ---------- | ------ |
| 1re                                             | Fabrice Le Vigoureux |       | LREM  | LREM   | Fabrice Le Vigoureux   |       | LREM       | RE     |
| 2e                                              | Laurence Dumont*     |       | PS    | SOC    | Arthur Delaporte       |       | PS         | SOC    |
| 3e                                              | Nathalie Porte       |       | LR    | LR     | Jérémie Patrier-Leitus |       | Horizons   | HOR    |
| 4e                                              | Christophe Blanchet  |       | LREM  | MoDem  | Christophe Blanchet    |       | MoDem      | DEM    |
| 5e                                              | Bertrand Bouyx       |       | LREM  | LREM   | Bertrand Bouyx         |       | LREM       | RE     |
| 6e                                              | Alain Tourret*       |       | LREM  | LREM   | Élisabeth Borne        |       | LREM - TdP | RE     |
| * député sortant ne se représentant pas en 2022 |                      |       |       |        |                        |       |            |        |

### Résultats à l'échelle du département

#### Résultats par coalition
| Parti et coalition                                           | Parti et coalition                                           | Parti et coalition                            | Premier tour | Premier tour | Premier tour | Second tour   | Second tour   | Second tour | Total Sièges  | +/-           |  |
| Parti et coalition                                           | Parti et coalition                                           | Parti et coalition                            | Voix         | %            | Sièges       | Voix          | %             | Sièges      | Total Sièges  | +/-           |  |
| ------------------------------------------------------------ | ------------------------------------------------------------ | --------------------------------------------- | ------------ | ------------ | ------------ | ------------- | ------------- | ----------- | ------------- | ------------- |  |
|                                                              |                                                              | La République en marche (LREM)                | 41 513       | 16,06        | 0            | 66 170        | 27,72         | 3           | 3             | 1             |  |
|                                                              | Mouvement démocrate (MoDem)                                  | 27 239                                        | 10,54        | 0            | 41 638       | 17,44         | 1             | 1           | 1             |               |  |
|                                                              | Horizons (H)                                                 | 8 531                                         | 3,30         | 0            | 18 546       | 7,77          | 1             | 1           | Nv            |               |  |
| Total Ensemble (ENS)                                         | Total Ensemble (ENS)                                         | 77 283                                        | 29,89        | 0            | 126 354      | 52,94         | 5             | 5           | 1             |               |  |
|                                                              |                                                              | La France insoumise (LFI)                     | 33 568       | 12,98        | 0            | 39 529        | 16,56         | 0           | 0             | en stagnation |  |
|                                                              | Parti socialiste (PS)                                        | 14 040                                        | 5,43         | 0            | 18 963       | 7,94          | 1             | 1           | en stagnation |               |  |
|                                                              | Parti communiste français (PCF)                              | 11 865                                        | 4,59         | 0            | 18 427       | 7,72          | 0             | 0           | en stagnation |               |  |
|                                                              | Europe Écologie Les Verts (EELV)                             | 11 256                                        | 4,35         | 0            | 19 291       | 8,08          | 0             | 0           | en stagnation |               |  |
| Total Nouvelle Union populaire écologique et sociale (NUPES) | Total Nouvelle Union populaire écologique et sociale (NUPES) | 70 729                                        | 27,36        | 0            | 96 210       | 40,31         | 1             | 1           | en stagnation |               |  |
|                                                              | Rassemblement national (RN)                                  | Rassemblement national (RN)                   | 47 905       | 18,53        | 0            | 16 120        | 6,75          | 0           | 0             | en stagnation |  |
|                                                              |                                                              | Les Républicains (LR)                         | 26 076       | 10,09        | 0            |               |               |             | 0             | 1             |  |
|                                                              | Les Centristes (LC)                                          | 8 748                                         | 3,38         | 0            | 0            | en stagnation |               |             |               |               |  |
| Total Union de la droite et du centre (UDC)                  | Total Union de la droite et du centre (UDC)                  | 34 824                                        | 13,47        | 0            | 0            | 1             |               |             |               |               |  |
|                                                              | Reconquête (REC)                                             | Reconquête (REC)                              | 8 481        | 3,28         | 0            | 0             | Nv            |             |               |               |  |
|                                                              | Parti animaliste (PA)                                        | Parti animaliste (PA)                         | 4 471        | 1,73         | 0            | 0             | en stagnation |             |               |               |  |
|                                                              |                                                              | Debout la France (DLF)                        | 2 719        | 1,05         | 0            | 0             | en stagnation |             |               |               |  |
|                                                              | Les Patriotes (LP)                                           | 1 703                                         | 0,66         | 0            | 0            | Nv            |               |             |               |               |  |
| Total Union pour la France (UPF)                             | Total Union pour la France (UPF)                             | 4 422                                         | 1,71         | 0            | 0            | en stagnation |               |             |               |               |  |
|                                                              | Lutte ouvrière (LO)                                          | Lutte ouvrière (LO)                           | 3 291        | 1,27         | 0            | 0             | en stagnation |             |               |               |  |
|                                                              | Parti radical de gauche (PRG)                                | Parti radical de gauche (PRG)                 | 2 160        | 0,84         | 0            | 0             | en stagnation |             |               |               |  |
|                                                              |                                                              | Les Radicaux de gauche (LRDG)                 | 891          | 0,34         | 0            | 0             | Nv            |             |               |               |  |
| Total Fédération de la gauche républicaine (FGR)             | Total Fédération de la gauche républicaine (FGR)             | 891                                           | 0,34         | 0            | 0            | en stagnation |               |             |               |               |  |
|                                                              |                                                              | Alliance centriste (AC)                       | 813          | 0,31         | 0            | 0             | Nv            |             |               |               |  |
| Total Les écologistes avec la majorité présidentielle (ÉMP)  | Total Les écologistes avec la majorité présidentielle (ÉMP)  | 813                                           | 0,31         | 0            | 0            | en stagnation |               |             |               |               |  |
|                                                              | Parti pirate (PP)                                            | Parti pirate (PP)                             | 659          | 0,25         | 0            | 0             | en stagnation |             |               |               |  |
|                                                              | Parti ouvrier indépendant démocratique (POID)                | Parti ouvrier indépendant démocratique (POID) | 505          | 0,20         | 0            | 0             | en stagnation |             |               |               |  |
|                                                              | Écologie au centre (ÉAC)                                     | Écologie au centre (ÉAC)                      | 486          | 0,19         | 0            | 0             | en stagnation |             |               |               |  |
|                                                              | Décroissance Élections (DÉ)                                  | Décroissance Élections (DÉ)                   | 336          | 0,13         | 0            | 0             | Nv            |             |               |               |  |
|                                                              |                                                              | Sans étiquette                                | 281          | 0,11         | 0            | 0             | Nv            |             |               |               |  |
| Total Convergence RIC (CRIC)                                 | Total Convergence RIC (CRIC)                                 | 281                                           | 0,11         | 0            | 0            | Nv            |               |             |               |               |  |
|                                                              | Ensemble pour les libertés (EPL)                             | Ensemble pour les libertés (EPL)              | 254          | 0,10         | 0            | 0             | Nv            |             |               |               |  |
|                                                              | Le Mouvement de la ruralité (LMR)                            | Le Mouvement de la ruralité (LMR)             | 1            | 0,00         | 0            | 0             | Nv            |             |               |               |  |
|                                                              | Sans étiquette (SE)                                          | Sans étiquette (SE)                           | 723          | 0,28         | 0            | 0             | en stagnation |             |               |               |  |
|                                                              |                                                              |                                               |              |              |              |               |               |             |               |               |  |
| Suffrages exprimés                                           | Suffrages exprimés                                           | Suffrages exprimés                            | 258 515      | 97,93        |              | 238 684       | 92,70         |             |               |               |  |
| Votes blancs                                                 | Votes blancs                                                 | Votes blancs                                  | 3 783        | 1,43         | 13 089       | 5,08          |               |             |               |               |  |
| Votes nuls                                                   | Votes nuls                                                   | Votes nuls                                    | 1 682        | 0,64         | 5 700        | 2,21          |               |             |               |               |  |
| Total                                                        | Total                                                        | Total                                         | 263 980      | 100          | 0            | 257 473       | 100           | 6           | 6             | en stagnation |  |
| Abstentions                                                  | Abstentions                                                  | Abstentions                                   | 250 865      | 48,73        |              | 257 407       | 49,99         |             |               |               |  |
| Inscrits/Participation                                       | Inscrits/Participation                                       | Inscrits/Participation                        | 514 845      | 51,27        | 514 880      | 50,01         |               |             |               |               |  |

#### Résultats par nuance
| Nuance                 | Nuance                                         | Nuance                 | Premier tour | Premier tour | Premier tour | Second tour | Second tour   | Second tour | Total Sièges | +/-           |  |
| Nuance                 | Nuance                                         | Nuance                 | Voix         | %            | Sièges       | Voix        | %             | Sièges      | Total Sièges | +/-           |  |
| ---------------------- | ---------------------------------------------- | ---------------------- | ------------ | ------------ | ------------ | ----------- | ------------- | ----------- | ------------ | ------------- |  |
|                        | Ensemble !                                     | ENS                    | 77 283       | 29,89        | 0            | 126 354     | 52,94         | 5           | 5            | 1             |  |
|                        | Nouvelle Union populaire écologique et sociale | NUP                    | 70 729       | 27,36        | 0            | 96 210      | 40,31         | 1           | 1            | en stagnation |  |
|                        | Rassemblement national                         | RN                     | 47 905       | 18,53        | 0            | 16 120      | 6,75          | 0           | 0            | en stagnation |  |
|                        | Les Républicains                               | LR                     | 31 351       | 12,13        | 0            |             |               |             | 0            | 1             |  |
|                        | Reconquête                                     | REC                    | 8 481        | 3,28         | 0            | 0           | Nv            |             |              |               |  |
|                        | Droite souverainiste                           | DSV                    | 4 676        | 1,81         | 0            | 0           | en stagnation |             |              |               |  |
|                        | Ecologistes                                    | ECO                    | 4 471        | 1,73         | 0            | 0           | en stagnation |             |              |               |  |
|                        | Divers gauche                                  | DVG                    | 4 264        | 1,65         | 0            | 0           | en stagnation |             |              |               |  |
|                        | Divers extrême gauche                          | DXG                    | 4 064        | 1,57         | 0            | 0           | en stagnation |             |              |               |  |
|                        | Divers droite                                  | DVD                    | 3 474        | 1,34         | 0            | 0           | en stagnation |             |              |               |  |
|                        | Divers centre                                  | DVC                    | 1 817        | 0,70         | 0            | 0           | Nv            |             |              |               |  |
|                        |                                                |                        |              |              |              |             |               |             |              |               |  |
| Suffrages exprimés     | Suffrages exprimés                             | Suffrages exprimés     | 258 515      | 97,93        |              | 238 684     | 92,70         |             |              |               |  |
| Votes blancs           | Votes blancs                                   | Votes blancs           | 3 783        | 1,43         | 13 089       | 5,08        |               |             |              |               |  |
| Votes nuls             | Votes nuls                                     | Votes nuls             | 1 682        | 0,64         | 5 700        | 2,21        |               |             |              |               |  |
| Total                  | Total                                          | Total                  | 263 980      | 100          | 0            | 257 473     | 100           | 6           | 6            | en stagnation |  |
| Abstentions            | Abstentions                                    | Abstentions            | 250 865      | 48,73        |              | 257 407     | 49,99         |             |              |               |  |
| Inscrits/Participation | Inscrits/Participation                         | Inscrits/Participation | 514 845      | 51,27        | 514 880      | 50,01       |               |             |              |               |  |

### Cartes

Nuance politique des candidats arrivés en tête dans chaque commune au 1er tour.
Nuance politique des candidats arrivés en tête dans chaque commune au 2e tour.

### Résultats par circonscription

#### Première circonscription
Député sortant : Fabrice Le Vigoureux (La République en marche).
| Candidat                 | Candidat                 | Parti et coalition       | Nuance                   | Premier tour | Premier tour | Second tour | Second tour |
| Candidat                 | Candidat                 | Parti et coalition       | Nuance                   | Voix         | %            | Voix        | %           |
| ------------------------ | ------------------------ | ------------------------ | ------------------------ | ------------ | ------------ | ----------- | ----------- |
|                          | Emma Fourreau            | LFI (NUPES)              | NUP                      | 13 622       | 35,81        | 18 296      | 49,73       |
|                          | Fabrice Le Vigoureux     | LREM (ENS)               | ENS                      | 11 507       | 30,25        | 18 496      | 50,27       |
|                          | Sophie Simonnet          | LC (UDC)                 | LR                       | 5 275        | 13,87        |             |             |
|                          | Josseline Liban          | RN                       | RN                       | 4 048        | 10,64        |             |             |
|                          | Anne-Laure Chahine       | REC                      | REC                      | 1 105        | 2,90         |             |             |
|                          | Florent Thomas           | PA                       | ECO                      | 688          | 1,81         |             |             |
|                          | Marlène Blouin           | LP (UPF)                 | DSV                      | 559          | 1,47         |             |             |
|                          | Pierre Casevitz          | LO                       | DXG                      | 510          | 1,34         |             |             |
|                          | Jérémy Gallois           | PP                       | DVG                      | 391          | 1,03         |             |             |
|                          | Blaise Corbery           | DÉ                       | DVG                      | 336          | 0,88         |             |             |
|                          |                          |                          |                          |              |              |             |             |
| Votes valides            | Votes valides            | Votes valides            | Votes valides            | 38 041       | 97,96        | 36 792      | 94,27       |
| Votes blancs             | Votes blancs             | Votes blancs             | Votes blancs             | 588          | 1,51         | 1 598       | 4,09        |
| Votes nuls               | Votes nuls               | Votes nuls               | Votes nuls               | 203          | 0,52         | 640         | 1,64        |
| Total                    | Total                    | Total                    | Total                    | 38 832       | 100          | 39 030      | 100         |
| Abstention               | Abstention               | Abstention               | Abstention               | 33 965       | 46,66        | 33 769      | 46,39       |
| Inscrits / participation | Inscrits / participation | Inscrits / participation | Inscrits / participation | 72 797       | 53,34        | 72 799      | 53,61       |

#### Deuxième circonscription
Députée sortante : Laurence Dumont (Parti socialiste).
| Candidat                 | Candidat                 | Parti et coalition       | Nuance                   | Premier tour | Premier tour | Second tour | Second tour |
| Candidat                 | Candidat                 | Parti et coalition       | Nuance                   | Voix         | %            | Voix        | %           |
| ------------------------ | ------------------------ | ------------------------ | ------------------------ | ------------ | ------------ | ----------- | ----------- |
|                          | Arthur Delaporte         | PS (NUPES)               | NUP                      | 14 040       | 42,01        | 18 963      | 59,86       |
|                          | Sylvie Dumont-Prieux     | MoDem (ENS)              | ENS                      | 8 138        | 24,35        | 12 716      | 40,14       |
|                          | Céline Deslandes         | RN                       | RN                       | 5 091        | 15,23        |             |             |
|                          | Camille Brou             | LR (UDC)                 | LR                       | 2 449        | 7,33         |             |             |
|                          | Esteline Caillemer       | REC                      | REC                      | 886          | 2,65         |             |             |
|                          | Virginie Cronier         | AC (ÉMP)                 | DVC                      | 813          | 2,43         |             |             |
|                          | Julien Lerendu           | PA                       | ECO                      | 628          | 1,88         |             |             |
|                          | Christophe Garcia        | LO                       | DXG                      | 497          | 1,49         |             |             |
|                          | Philippe Ambourg         | LP (UPF)                 | DSV                      | 356          | 1,07         |             |             |
|                          | Vincent Sénétaire        | PP                       | DXG                      | 268          | 0,80         |             |             |
|                          | Angélique Françoise      | EPL                      | DSV                      | 254          | 0,76         |             |             |
|                          |                          |                          |                          |              |              |             |             |
| Votes valides            | Votes valides            | Votes valides            | Votes valides            | 33 420       | 98,07        | 31 679      | 94,47       |
| Votes blancs             | Votes blancs             | Votes blancs             | Votes blancs             | 450          | 1,32         | 1 190       | 3,55        |
| Votes nuls               | Votes nuls               | Votes nuls               | Votes nuls               | 209          | 0,61         | 665         | 1,98        |
| Total                    | Total                    | Total                    | Total                    | 34 079       | 100          | 33 534      | 100         |
| Abstention               | Abstention               | Abstention               | Abstention               | 34 532       | 50,33        | 35 094      | 51,14       |
| Inscrits / participation | Inscrits / participation | Inscrits / participation | Inscrits / participation | 68 611       | 49,67        | 68 628      | 48,86       |

#### Troisième circonscription
Députée sortante : Nathalie Porte (Les Républicains).
| Candidat                 | Candidat                 | Parti et coalition       | Nuance                   | Premier tour | Premier tour | Second tour | Second tour |
| Candidat                 | Candidat                 | Parti et coalition       | Nuance                   | Voix         | %            | Voix        | %           |
| ------------------------ | ------------------------ | ------------------------ | ------------------------ | ------------ | ------------ | ----------- | ----------- |
|                          | Martine Vilmet           | RN                       | RN                       | 9 229        | 24,25        | 16 120      | 46,50       |
|                          | Jérémie Patrier-Leitus   | H (ENS)                  | ENS                      | 8 531        | 22,42        | 18 546      | 53,50       |
|                          | Nathalie Porte           | LR (UDC)                 | LR                       | 8 311        | 21,84        |             |             |
|                          | Didier Canu              | LFI (NUPES)              | NUP                      | 8 160        | 21,44        |             |             |
|                          | Edouard Fauvage          | REC                      | REC                      | 1 355        | 3,56         |             |             |
|                          | Michel Langevin          | LO                       | DXG                      | 706          | 1,86         |             |             |
|                          | Steven Mafiodo           | DLF (UPF)                | DSV                      | 636          | 1,67         |             |             |
|                          | Johann Guzman Vélez      | PA                       | ECO                      | 616          | 1,62         |             |             |
|                          | Élisabeth Leconte        | POID                     | DXG                      | 505          | 1,33         |             |             |
|                          | Sylvie Sénécal           | LRDG (FGR)               | DVG                      | 2            | 0,01         |             |             |
|                          |                          |                          |                          |              |              |             |             |
| Votes valides            | Votes valides            | Votes valides            | Votes valides            | 38 051       | 97,67        | 34 666      | 91,26       |
| Votes blancs             | Votes blancs             | Votes blancs             | Votes blancs             | 603          | 1,55         | 2 450       | 6,45        |
| Votes nuls               | Votes nuls               | Votes nuls               | Votes nuls               | 303          | 0,78         | 870         | 2,29        |
| Total                    | Total                    | Total                    | Total                    | 38 957       | 100          | 37 986      | 100         |
| Abstention               | Abstention               | Abstention               | Abstention               | 40 819       | 51,17        | 41 796      | 52,39       |
| Inscrits / participation | Inscrits / participation | Inscrits / participation | Inscrits / participation | 79 776       | 48,83        | 79 782      | 47,61       |

#### Quatrième circonscription
Député sortant : Christophe Blanchet (La République en marche).
| Candidat                 | Candidat                 | Parti et coalition       | Nuance                   | Premier tour | Premier tour | Second tour | Second tour |
| Candidat                 | Candidat                 | Parti et coalition       | Nuance                   | Voix         | %            | Voix        | %           |
| ------------------------ | ------------------------ | ------------------------ | ------------------------ | ------------ | ------------ | ----------- | ----------- |
|                          | Christophe Blanchet      | MoDem (ENS)              | ENS                      | 19 101       | 36,44        | 28 922      | 61,08       |
|                          | Pierre Mouraret          | PCF (NUPES)              | NUP                      | 11 865       | 22,64        | 18 427      | 38,92       |
|                          | Patrick Beloncle         | RN                       | RN                       | 9 849        | 18,79        |             |             |
|                          | Sophie Gaugain           | LR (UDC)                 | LR                       | 6 583        | 12,56        |             |             |
|                          | Florence Cothier         | REC                      | REC                      | 2 221        | 4,24         |             |             |
|                          | Manuel Lorimier          | PA                       | ECO                      | 1 124        | 2,14         |             |             |
|                          | Florence Perrin          | LP (UPF)                 | DSV                      | 788          | 1,50         |             |             |
|                          | Patrick Poirot-Bourdain  | LO                       | DXG                      | 605          | 1,15         |             |             |
|                          | Louis Lagarde,           | SE (CRIC)                | DVC                      | 281          | 0,54         |             |             |
|                          |                          |                          |                          |              |              |             |             |
| Votes valides            | Votes valides            | Votes valides            | Votes valides            | 52 417       | 98,11        | 47 349      | 92,76       |
| Votes blancs             | Votes blancs             | Votes blancs             | Votes blancs             | 722          | 1,35         | 2 564       | 5,02        |
| Votes nuls               | Votes nuls               | Votes nuls               | Votes nuls               | 286          | 0,54         | 1 129       | 2,21        |
| Total                    | Total                    | Total                    | Total                    | 53 425       | 100          | 51 042      | 100         |
| Abstention               | Abstention               | Abstention               | Abstention               | 51 234       | 48,95        | 53 624      | 51,23       |
| Inscrits / participation | Inscrits / participation | Inscrits / participation | Inscrits / participation | 104 659      | 51,05        | 104 666     | 48,77       |

#### Cinquième circonscription
Député sortant : Bertrand Bouyx (La République en marche).
| Candidat                 | Candidat                 | Parti et coalition       | Nuance                   | Premier tour | Premier tour | Second tour | Second tour |
| Candidat                 | Candidat                 | Parti et coalition       | Nuance                   | Voix         | %            | Voix        | %           |
| ------------------------ | ------------------------ | ------------------------ | ------------------------ | ------------ | ------------ | ----------- | ----------- |
|                          | Bertrand Bouyx           | LREM (ENS)               | ENS                      | 13 515       | 27,85        | 24 237      | 55,68       |
|                          | Valérie Harel            | EÉLV (NUPES)             | NUP                      | 11 256       | 23,19        | 19 291      | 44,32       |
|                          | Philippe Chapron         | RN                       | RN                       | 9 241        | 19,04        |             |             |
|                          | Cédric Nouvelot          | LR (UDC)                 | LR                       | 8 733        | 17,99        |             |             |
|                          | Xavier Brunschvicg       | PRG                      | DVG                      | 2 160        | 4,45         |             |             |
|                          | Philippe Mesguich        | REC                      | REC                      | 1 572        | 3,24         |             |             |
|                          | Anne Boissel             | DLF (UPF)                | DSV                      | 888          | 1,83         |             |             |
|                          | Michaël Friquet          | PA                       | ECO                      | 743          | 1,53         |             |             |
|                          | Isabelle Peltre          | LO                       | DXG                      | 426          | 0,88         |             |             |
|                          | Nicolas Muller           | LMR                      | DVD                      | 1            | 0,00         |             |             |
|                          |                          |                          |                          |              |              |             |             |
| Votes valides            | Votes valides            | Votes valides            | Votes valides            | 48 535       | 98,36        | 43 528      | 91,98       |
| Votes blancs             | Votes blancs             | Votes blancs             | Votes blancs             | 593          | 1,20         | 2 685       | 5,67        |
| Votes nuls               | Votes nuls               | Votes nuls               | Votes nuls               | 218          | 0,44         | 1 111       | 2,35        |
| Total                    | Total                    | Total                    | Total                    | 49 346       | 100          | 47 324      | 100         |
| Abstention               | Abstention               | Abstention               | Abstention               | 43 204       | 46,68        | 45 218      | 48,86       |
| Inscrits / participation | Inscrits / participation | Inscrits / participation | Inscrits / participation | 92 550       | 53,32        | 92 542      | 51,14       |

#### Sixième circonscription
Député sortant : Alain Tourret (La République en marche).
| Candidat                 | Candidat                 | Parti et coalition       | Nuance                   | Premier tour | Premier tour | Second tour | Second tour |
| Candidat                 | Candidat                 | Parti et coalition       | Nuance                   | Voix         | %            | Voix        | %           |
| ------------------------ | ------------------------ | ------------------------ | ------------------------ | ------------ | ------------ | ----------- | ----------- |
|                          | Élisabeth Borne          | LREM - TdP (ENS)         | ENS                      | 16 491       | 34,32        | 23 437      | 52,47       |
|                          | Noé Gauchard             | LFI (NUPES)              | NUP                      | 11 786       | 24,53        | 21 233      | 47,53       |
|                          | Jean-Philippe Roy        | RN                       | RN                       | 10 447       | 21,74        |             |             |
|                          | Lynda Lahalle            | LC (UDC)                 | DVD                      | 3 473        | 7,23         |             |             |
|                          | Valérie Dupont           | REC                      | REC                      | 1 342        | 2,79         |             |             |
|                          | Mickaël Guettier         | DLF (UPF)                | DSV                      | 1 195        | 2,49         |             |             |
|                          | Anne-Lyse Mbelo          | LRDG (FGR)               | DVG                      | 889          | 1,85         |             |             |
|                          | François Ormain          | SE                       | DVC                      | 723          | 1,50         |             |             |
|                          | Bruno Battail            | PA                       | ECO                      | 672          | 1,40         |             |             |
|                          | Pascale Georget          | LO                       | DXG                      | 547          | 1,14         |             |             |
|                          | Jemâa Saad               | EAC                      | DVG                      | 486          | 1,01         |             |             |
|                          |                          |                          |                          |              |              |             |             |
| Votes valides            | Votes valides            | Votes valides            | Votes valides            | 48 051       | 97,39        | 44 670      | 91,99       |
| Votes blancs             | Votes blancs             | Votes blancs             | Votes blancs             | 827          | 1,68         | 2 602       | 5,36        |
| Votes nuls               | Votes nuls               | Votes nuls               | Votes nuls               | 463          | 0,94         | 1 285       | 2,65        |
| Total                    | Total                    | Total                    | Total                    | 49 341       | 100          | 48 557      | 100         |
| Abstention               | Abstention               | Abstention               | Abstention               | 47 111       | 48,84        | 47 906      | 49,66       |
| Inscrits / participation | Inscrits / participation | Inscrits / participation | Inscrits / participation | 96 452       | 51,16        | 96 463      | 50,34       |